# Stenasellus vermeuleni
Stenasellus vermeuleni là một loài chân đều trong họ Stenasellidae. Loài này được Magniez & Stock miêu tả khoa học năm 2000.